# Arthur Crudup
Arthur "Big Boy" Crudup, född 24 augusti 1905 i Forest, Mississippi, död 28 mars 1974 i Nassawadox, Virginia, var en amerikansk bluesgitarrist, sångare och låtskrivare. Elvis Presley spelade in kända coverversioner av Crudups låtar That's All Right (Mama), My Baby Left Me och So Glad You're Mine.
Crudup flyttade 1939 till Chicago och upptäcktes 1941 av Lester Melrose. Han fick 1941 skivkontrakt med RCA.